# Tanakajd
Tanakajd é um município da Hungria, situado no condado de Vas. Tem 11,82 km² de área e sua população em 2015 foi estimada em 720 habitantes.